# Otacilia lynx
Otacilia lynx là một loài nhện trong họ Phrurolithidae.
Loài này thuộc chi Otacilia. Otacilia lynx được miêu tả năm 1994 bởi Kamura.

## Hình ảnh

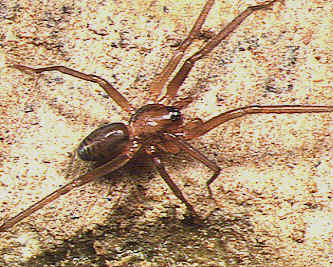
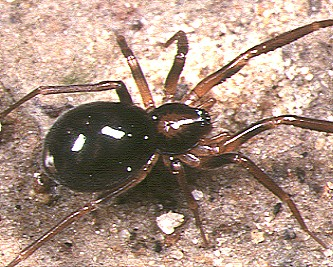